# Рајко Жижић
Рајко Жижић (Милошевићи, 22. јануар 1955 — Београд 7. август 2003) је био српски и југословенски кошаркаш. Играо је на позицији центра.

## Клупска каријера
Дебитовао је у дресу Сутјеске из Никшића у сезони 1970/71, а затим је прешао у ОKK Београд, за који је играо од 1971. до 1981. године и у потпуности се афирмисао и постао један од најбољих играча лиге.
Након тога одлази у Црвену звезду. За београдске црвено-беле наступао је у два наврата, од 1981. до 1984. године и у сезони 1986/87. У 145 такмичарских утакмица постигао је 1869 поена – просечно 12,9 по мечу.
У иностранству је наступао у француском Ремсу (1984–1986), и кратко 1987. за италијански Римини где је одиграо само две утакмице.

## Репрезентација
Са репрезентацијом Југославије је учествовао на три Олимпијска турнира (1976, 1980, 1984), два Светска првенства (1978, 1982) и три Европска првенства (1975, 1979, 1983).
За репрезентацију је одиграо 188 утакмица и постигао 981 поен у периоду од 1974. (Балканско првенство у Солуну) до 1984. године (Олимпијске игре у Лос Анђелесу). Током своје репрезентативне каријере је са нашим најбољим тимом имао биланс од 140 победа и 38 пораза.

## Каснији живот
Као тренер је водио ОKK Београд од 1992. до 1994. године и са њима је освојио Куп СР Југославије 1993. године.
Био је и председник скупштине КК Црвена звезда, као и директор предузећа Еуробаскет 2005.
Преминуо је 7. августа 2003. у Београду од последица срчаног удара. Сахрањен је у Алеји заслужних грађана на београдском Новом гробљу.

## Репрезентативне медаље
- Златне медаље

Балканско првенство 1974. (Солун)
Европско првенство 1975. (Београд)
Медитеранске игре 1975. (Алжир)
Балканско првенство 1976. (Бургас, Бугарска)
Светско првенство 1978. (Манила)
Олимпијске игре 1980. (Москва)
Балканско првенство 1980. (Клуж, Румунија)
- Сребрне медаље

Олимпијске игре 1976. (Монтреал)
Медитеранске игре 1979. (Сплит)
Балканско првенство 1979. (Атина)
- Бронзане медаље

Европско првенство 1979. (Торино)
Светско првенство 1982. (Кали, Колумбија)
Олимпијске игре 1984. (Лос Анђелес)